# Aldikarb

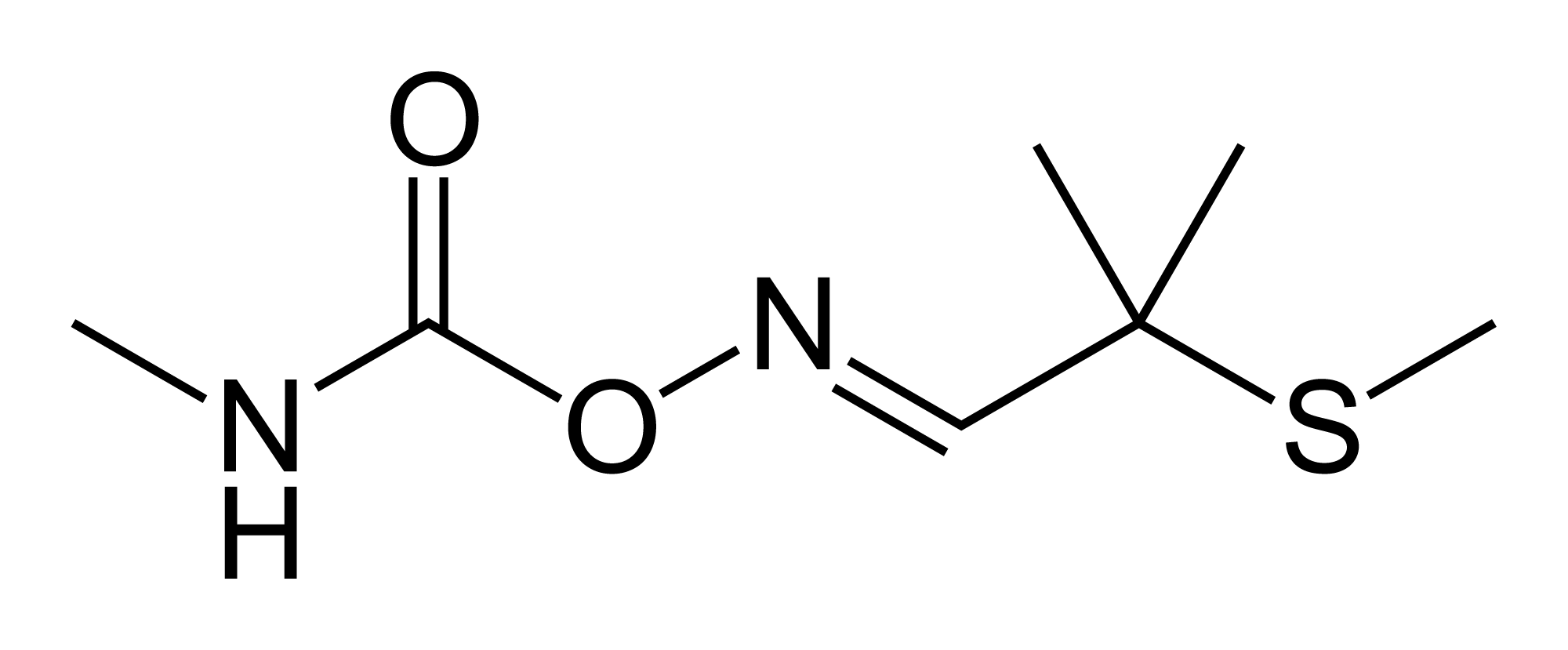
strukturní vzorec Aldikarbu

Aldikarb (systematický název O-(N-methylkarbamoyl)oxim-2-methyl-2-(methylthio)propanal) je karbamátový insekticid. Je aktivní složkou pesticidu Temik, který je účinný proti třásnokřídlým, mšicím, svilušce chmelové, klopuškám, dřepčíkům a klíněnkám, primárně se však používá jako nematocid. Aldikarb je inhibitor cholinesterázy, který zabraňuje štěpení acetylcholinu v synapsích. Při těžké otravě oběť umírá na respirační selhání.

## Právní regulace
V USA je aldikarb schválen pro použití kvalifikovanými osobami na zemědělské produkty, například bavlnu, fazol a další.
„Tres Pasitos“, přípravek k hubení myší, potkanů a švábů, který obsahuje vysoké koncentrace aldikarbu, se do USA nelegálně dováží z Mexika a jiných latinskoamerických států. Výrobek je vysoce toxický pro člověka i zvířata a podle EPA „by neměl být nikdy používán v domácnostech“.
V Evropské unii je používání přípravků s aldikarbem zakázáno od roku 2003.

## Toxicita pro savce
Aldikarb je rychle účinkující inhibitor cholinesterázy, způsobuje rychlou akumulaci acetylcholinu na synaptických štěrbinách. Široce se používá ke studiu cholinergní neurotransmise v jednoduchých systémech, například u nematoda háďátka obecného.
Expozice vysokým dávkám aldikarbu způsobuje u člověka slabost, rozmazané vidění, bolest hlavy, nauzeu, slzení, pocení a třes. Velmi vysoké dávky mohou být smrtelné, protože paralyzují dýchací systém.
LD50 aldikarbu je 0,5 – 1,5 mg/kg ve formě kapaliny a 7 mg/kg v tuhé formě.